# All the Greatest Hits (álbum de Zapp)
All the Greatest Hits é a primeiro álbum de greatest hits da banda de funk norte-americana, Zapp (creditado como Zapp & Roger), lançado em 26 de outubro de 1993 pela Reprise Records. O álbum contém canções do Zapp em seus primeiros álbuns bem como faixas do trabalho solo de Roger Troutman. Alcançou o número 39 na parada Billboard 200 e número 9 na R&B.
Duas canções inéditas foram incluídas no álbum: "Mega Medley" e "Slow and Easy", ambas lançadas como singles. Esta última é a mais alta posição alcançada pelo Zapp na parada Billboard Hot 100, atingindo o número 43 em 1993.

## Faixas
Todas as faixas escritas e compostas por Roger e Larry Troutman, exceto onde citado. 
| N.º            | Título                             | Álbum original (artista)                  | Duração |  |
| 1.             | "More Bounce to the Ounce"         | Zapp (Zapp)                               | 5:14    |  |
| 2.             | "Be Alright"                       | Zapp (Zapp)                               | 2:43    |  |
| 3.             | "I Heard It Through the Grapevine" | The Many Facets of Roger (Roger Troutman) | 6:48    |  |
| 4.             | "So Ruff, So Tuff"                 | The Many Facets of Roger (Roger Troutman) | 3:35    |  |
| 5.             | "Do It Roger"                      | The Many Facets of Roger (Roger Troutman) | 5:17    |  |
| 6.             | "Dance Floor"                      | Zapp II (Zapp)                            | 5:13    |  |
| 7.             | "Doo Wa Ditty (Blow That Thing)"   | Zapp II (Zapp)                            | 3:46    |  |
| 8.             | "I Can Make You Dance"             | Zapp III (Zapp)                           | 4:00    |  |
| 9.             | "Heartbreaker"                     | Zapp III (Zapp)                           | 4:15    |  |
| 10.            | "In the Mix"                       | The Saga Continues... (Roger Troutman)    | 5:14    |  |
| 11.            | "Midnight Hour"                    | The Saga Continues... (Roger Troutman)    | 5:08    |  |
| 12.            | "Computer Love"                    | The New Zapp IV U (Zapp)                  | 4:44    |  |
| 13.            | "Night and Day '93"                | Unlimited! (Roger Troutman)               | 3:08    |  |
| 14.            | "I Want to Be Your Man"            | Unlimited! (Roger Troutman)               | 4:11    |  |
| 15.            | "Curiosity '93"                    | Bridging the Gap (Roger Troutman)         | 4:28    |  |
| 16.            | "Slow and Easy"                    | (inédita)                                 | 5:11    |  |
| 17.            | "Mega Medley"                      | (inédita)                                 | 4:08    |  |
| Duração total: | Duração total:                     | Duração total:                            | 75:26   |  |

## Posições nas paradas
| Parada (1993)             | Pico |
| ------------------------- | ---- |
| US Billboard 200          | 39   |
| US R&B Albums (Billboard) | 9    |